# Национальный музей исламской революции и священной обороны
Национальный музей исламской революции и священной обороны (перс. موزه ملی انقلاب اسلامی و دفاع مقدس‎) — один из крупнейших музеев Ирана, расположенный в Тегеране на благоустроенной территории площадью 21 гектар. Он посвящён Ирано-иракской войне (1980–1988 гг.), конфликту, известному в Иране как «навязанная война» или, в основном, «Священная оборона». 

## Музей
Музей состоит из различных частей, таких как Могила Неизвестных солдат, флагшток, открытая площадка и озеро, парковка, конференц-залы, мечеть Хорремшехр, библиотека и музей-панорама. Главное здание музея состоит из 8 залов, каждый из которых демонстрирует определённую концепцию войны с помощью множества мониторов, видеопроекторов, голографических витрин и некоторых других современных технологий.